# Општина Балта
Балта (рум. Balta) општина је у Румунији у округу Мехединци.
Oпштина се налази на надморској висини од 516 m.